# Ерл Пейдж
Сер Ерл Крістмас Графтон Пейдж (англ. Sir Earle Christmas Grafton Page) (8 серпня 1880 – 20 грудня 1961) – одинадцятий Прем'єр-міністр Австралії.

## Ранні роки
Пейдж народився у Графтоні, Новий Південний Уельс. Він здобув освіту у сіднейській середній школі для хлопчиків, а потім і в Університеті Сіднея, де отримав кваліфікацію з фармакології у 1901 році. Після випуску працював у Королівському госпіталі Принца Альфреда, де познайомився зі своєю майбутньою дружиною Етель, вона працювала медичною сестрою. Одружились Ерл та Етель 1906. 1903 він розпочав власну практику у Графтоні, а 1904 став одним з перших, у кого з’явився автомобіль.
Пейдж брав участь у Першій світовій війні, лікуючи поранених у Єгипті. Після війни він повернувся на батьківщину, де його було обрано мером Графтона. 

## Політична кар’єра
За результатами федеральних виборів 1919 року Пейджа було обрано до Палати представників як кандидата від Асоціації Поселенців Нового Південного Вельсу, який 1920 став основою у формуванні Національної партії. Згодом, 1921 Пейдж зайняв пост лідера партії, замінивши Вільяма Маквільямса. Головним супротивником у політичних поглядах для Пейджа був Біллі Г'юз з причини аграрної політики, яку той проводив. Після виборів 1922 у парламенті утворилась рівновага і Пейдж домігся відставки Г’юза.
Тоді Пейдж почав перемовини з наступником Г’юза – лідером націоналістів, Стенлі Брюсом. Позиція Пейджа була жорсткою: він вимагав для партії п’ять місць у Кабінеті, зокрема посаду міністра фінансів, а також пост віцепрем'єра особисто для себе. Такі вимоги були безпрецедентними для такої нової партії. Однак, оскільки партія Пейджа була єдиним реальним партнером у створенні коаліції, Брюс погодився на умови Пейджа. В усіх проєктах Пейдж став Представником Прем’єр-міністра Австралії (офіційно ця посада не існувала до 1968). 
Він був прихильником консерватизму в економіці, крім того, Пейдж усіляко захищав інтереси селян. Також він був прихильником протекціонізму.
За результатами федеральних виборів 1929 року Уряд Брюса було переможено лейбористами, і Пейдж перейшов до опозиції. 1931 Джозеф Лайонс сформував новий уряд партії «Об’єднана Австралія» без підтримки партії Ерла. Однак, 1934 року коаліцію було переформатовано, і Пейдж став міністром сільського господарства, рибальства та лісництва. 1938 його було нагороджено Великим хрестом Ордену святого Михаїла та святого Георгія. 

### Прем’єр-міністр
Коли Лайонс раптово помер 1939 року, Генерал-губернатор Австралії Лорд Говрі призначив Пейджа виконувати обов’язки Прем’єр-міністра. Він займав цей пост протягом трьох тижнів, поки партія «Нова Австралія» обирала нового лідера. . Цікаво, що усім попереднім десятьом прем’єрам було надано звання лицарів після того, як вони зайняли пост Прем’єр-міністра Австралії. А Пейдж уже був лицарем, коли йому доручили очолити уряд.
Пейдж був дуже близьким до Лайонса, але, разом з тим, не міг терпіти його представника, Роберта Мензіса, якого Ерл публічно звинуватив у нелояльності до Лайонса. Коли Мензіса було обрано лідером «Об’єднаної Австралії», Пейдж відмовився працювати під його керівництвом, і здійснив екстраординарний виступ у Парламенті із відкритими звинуваченнями на його адресу. Звучали звинувачення не лише у міністерській некомпетентності, але й у фізичному боягузтві. 
У 1940 році Пейдж та Мензіс все ж об’єднали свої зусилля та уклали мир заради зосередження зусиль на обороноздатності. Пейдж повернув собі міністерство сільського господарства, рибальства та лісництва. Однак, публічні звинувачення, висловлені Пейджем на адресу Мензіса ніхто не забув. Вони навіть іноді звучали у Парламенті з боку супротивників останнього (особливо з боку Едді Варда). У 1941 році уряд подав у відставку, і Пейдж провів вісім років в опозиції до урядів Джона Кертіна та Бена Чіфлі.

## Повернення до міністерства
Мензіс повернувся на пост Прем’єр-міністра 1949 року, і Пейджа було призначено на пост міністра охорони здоров’я. Він протримався на цій посаді до 1956, коли йому виповнилось 76, а потім пішов у відставку. 

## Пізні роки життя та смерть
Пейдж був першим Канцлером Університету Нової Англії, який було засновано у 1954.   
Пейдж відмовлявся розглядати можливість відставки з Парламенту навіть під час виборів 1961 року, коли йому було 81, він захворів на рак легенів, і був занадто хворим, щоб проводити гідну передвиборчу кампанію. Того року він втратив своє місце у Палаті, яке не залишав протягом 42 років (за виключенням декількох днів). Напередодні виборів він впав у кому та вже не повернувся до свідомості. Помер Ерл Пейдж за декілька днів у Королівському госпіталі Принца Альфреда, не знаючи, що він програв вибори. 
Ерл Пейдж – австралієць, що перебував у Парламенті протягом найдовшого терміну в історії, представляючи один і той самий виборчий округ упродовж всієї політичної кар’єри. Лише Біллі Г’юз провів у Парламенті більше часу, але він представляв чотири різних виборчих округи Нового Південного Вельсу та Вікторії. 
Його онук Дон Пейдж – у дійсний час є членом Парламенту Австралії.

## Почесті
Одне з передмість Канберри названо на його честь. Коледж Ерла Пейджа, один з факультетів Університету Нової Англії, також було засновано на його честь.
У 1957 році було відкрито нову будівлю у Королівському госпіталі Принца Альфреда, що нині має ім’я Пейджа. 
1975 року його зображення з’явилось на поштовій марці, випущеній Поштою Австралії. 